# Karin Molander
Katarina Margareta Elisabet Edwetz, née le 20 mai 1889 à Stockholm, ville où elle est morte le 3 septembre 1978, est une actrice suédoise, connue comme Karin Molander.

## Biographie
Au théâtre, elle débute en 1907 au Vasateatern de Stockholm. Elle joue notamment sur les planches aux côtés du futur réalisateur Gustaf Molander qu'elle épouse en 1910, poursuivant sa carrière sous le nom de Karin Molander.
Parmi les pièces qu'elle interprète à Stockholm, on peut citer Mademoiselle Josette, ma femme de Paul Gavault et Robert Charvay (1908, Vasateatern), La Pèlerine écossaise de Sacha Guitry (1914, Intima teatern (sv)) et Le Malade imaginaire de Molière (1916, Intima teatern).
Toujours à Stockholm, elle se produit aussi à partir de 1919 au théâtre dramatique royal (le Dramaten). En ce lieu, on peut mentionner  Othello de William Shakespeare (1924) et Marie Stuart de Friedrich von Schiller (1936, rôle-titre), deux pièces où elle joue aux côtés de Lars Hanson, son époux depuis 1922 (ayant divorcé de Gustaf Molander en 1918), dont elle reste veuve à son décès en 1965.
Au cinéma, Karin Molander apparaît surtout durant la période du muet, contribuant à une vingtaine de films suédois sortis entre 1913 et 1920, dont La Fille de la tourbière de Victor Sjöström (1917), La Petite Fée de Solbakken de John W. Brunius (1919) et Vers le bonheur de Mauritz Stiller (1920), tous trois avec Lars Hanson.
Après le passage au parlant, elle collabore à deux courts métrages de 1931 et 1935, avant une ultime prestation dans Gabrielle (en) de Hasse Ekman (1954, avec le réalisateur et Eva Henning).

## Théâtre (sélection)

### Vasateatern
- 1908 : Mademoiselle Josette, ma femme (Fröken Josette, min hustru) de Paul Gavault et Robert Charvay : Totoche

### Intima teatern

Avec Gustaf Molander, en 1912 à l'Intima teatern, dans la pièce Rococo.

- 1911 : Personne ne sait (Det ingen vet) de Theodor Wolff : Tajo
- 1912 : Il ne faut jurer de rien (Osvuret är bäst) d'Alfred de Musset : Cécile
- 1913 : Le Parisien (En parisare) d'Edmond Gondinet : Geneviève
- 1914 : La Pèlerine écossaise (Den skotska regnkragen) de Sacha Guitry : Huguette Duvernoy
- 1915 : Les Joyeuses Commères de Windsor (Muntra fruarna i Windsor) de William Shakespeare : Anna Page
- 1916 : Le Malade imaginaire (Den inbillningssjuke) de Molière, mise en scène d'Einar Fröberg : Angélique
- 1917 : Les Jeunes Amis (Ungdomsvänner) de Ludwig Fulda, mise en scène d'Einar Fröberg : Dora Lenz
- 1918 : Richard III de William Shakespeare : Lady Anne
- 1919 : Individernas förbund de (et mise en scène par) Einar Fröberg : Simone Henning
- 1920 : L'Amoureuse (Så mycket kärlek) de Georges de Porto-Riche : Germaine Feriaud

### Dramaten
- 1922 : La Huitième Femme de Barbe-Bleue (Riddar Blåskäggs åttonde hustru) d'Alfred Savoir : Monna
- 1923 : The Dover Road (Vägen till Dover) d'A. A. Milne : Anne
- 1925 : Swedenhielms de Hjalmar Bergman : Astrid
- 1924 : Othello de William Shakespeare : Desdémone
- 1931 : Art and Mrs. Bottle (Fru Celias moral) de Benn W. Levy, mise en scène d'Alf Sjöberg : Judy
- 1932 : Cant de Kaj Munk : Anne Boleyn
- 1933 : Maître Olof (Mäster Olof) d'August Strindberg : Kristina
- 1934 : Amphitryon 38 (Amfitryon 38) de Jean Giraudoux : Alcmène
- 1935 : L'Habit vert (Den gröna fracken) de Robert de Flers et Gaston Arman de Caillavet, mise en scène de Rune Carlsten : Geneviève Touchard
- 1936 : Marie Stuart (Maria Stuart) de Friedrich von Schiller : rôle-titre
- 1937 : Jedermann (Det gamla spelet om Envar) de Hugo von Hofmannsthal : la maîtresse de Jedermann

## Filmographie partielle
- 1913 : Halvblod de Victor Sjöström : Narianne Rizetski
- 1914 : La Tour rouge (Det röda tornet) de Mauritz Stiller : Marguerite
- 1914 : Hjärtan som mötas de Victor Sjöström : Margot
- 1915 : Madame de Thèbes (titre original) de Mauritz Stiller : Louise von Volmar
- 1916 : Kampen om hans hjärta de Mauritz Stiller : Emma Reuter
- 1917 : Fru Bonnets felsteg d'Egil Eide : Eva Bonnet
- 1917 : Le Meilleur film de Thomas Graal (Thomas Graals bästa film) de Mauritz Stiller : Bessie Douglas
- 1917 : La Fille de la tourbière (Tösen från stormyrtorpet)  de Victor Sjöström : Hildur
- 1918 : Thomas Graals bästa barn de Mauritz Stiller : Bessie Douglas
- 1919 : La Petite Fée de Solbakken (Synnöve Solbakken) de John W. Brunius : rôle-titre
- 1920 : La Vengeance de Jacob Vindas (Fyskebyn) de Mauritz Stiller : Martina à 18 ans
- 1920 : La Bombe (Bomben) de Rune Carlsten : Elsa Wendel
- 1920 : Vers le bonheur (Erotikon) de Mauritz Stiller : Marthe
- 1954 : Gabrielle (titre original) de Hasse Ekman : Mme Fagerholm